# Feuerwehrmuseum Stuttgart

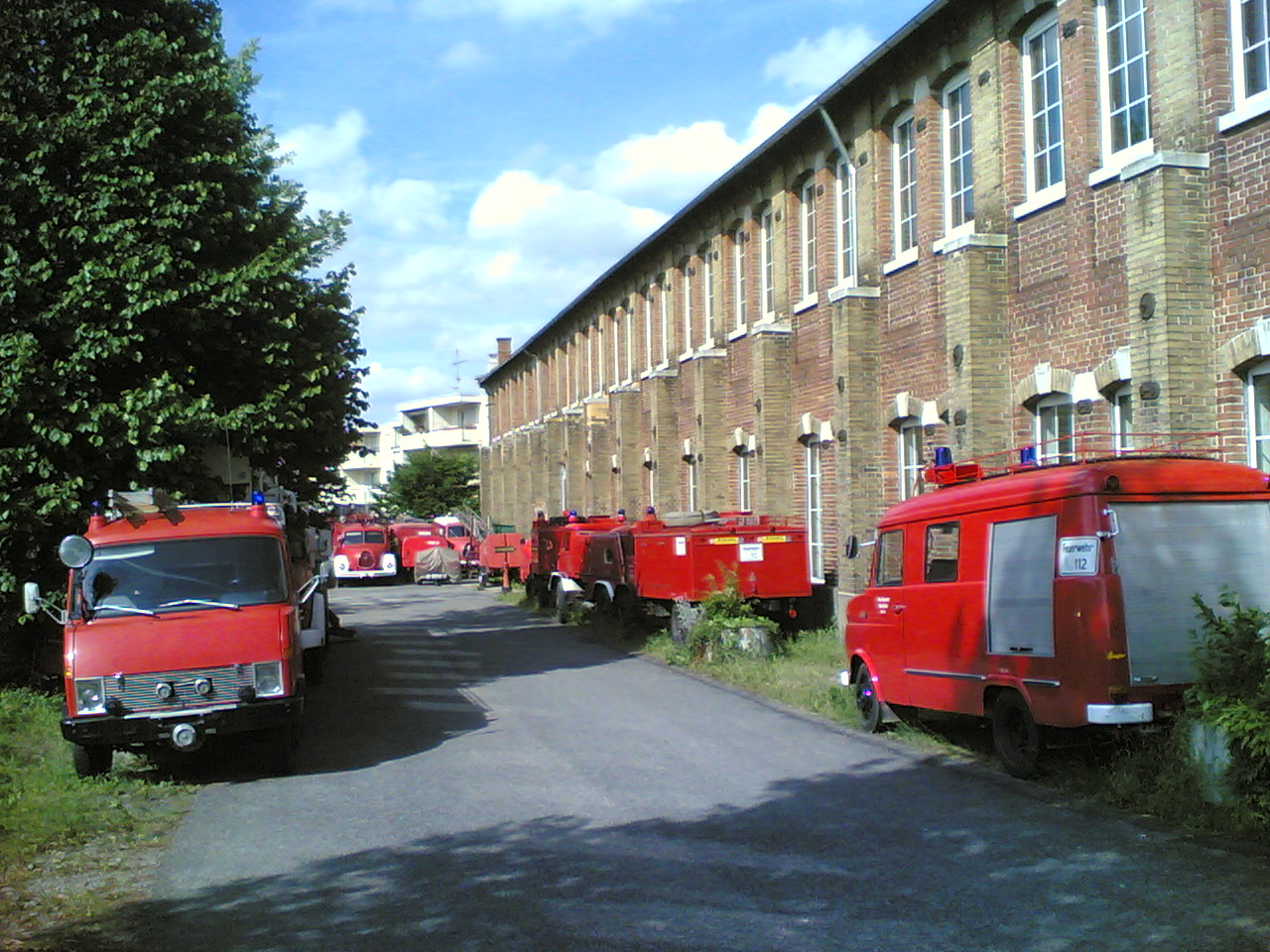
Freigelände und Museum

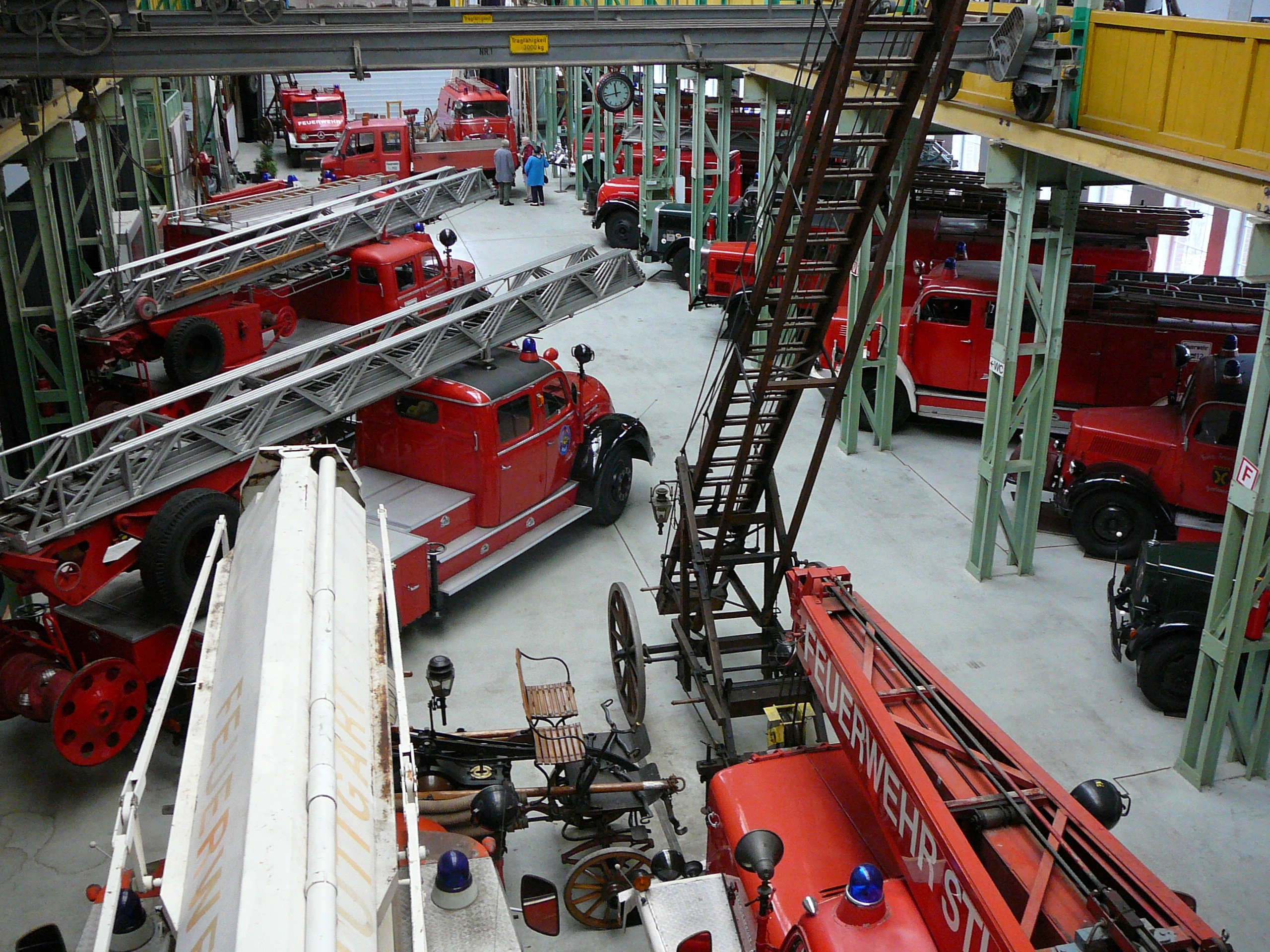
Fahrzeughalle

Das Stuttgarter Feuerwehrmuseum in einem ehemaligen Fabrikgebäude von Assmann & Stockder im Stuttgarter Stadtbezirk Münster zeigt die Entwicklung der Brandbekämpfung vom unorganisierten Löschen von Bränden über die ersten herzoglichen und königlichen Feuerverordnungen, die Gründung der Freiwilligen Feuerwehren in Stuttgart bis zur Aufstellung einer ständig besetzten Berufswache – der heutigen Stuttgarter Berufsfeuerwehr.
Auf einer 900 m² großen Galerie im Museum kann dabei anhand von alten Lageplänen und Fotos die städtebauliche Entwicklung sowie die seit dem Mittelalter entwickelte und gebaute Wasserversorgung Stuttgarts hinsichtlich des Brandschutzes betrachtet werden.
Exponate wie u. a. eine Deichel (hölzerne Wasserleitung), Leder- oder Hanfeimer für die Brandbekämpfung, die ersten Lösch- und Rettungsgeräte, Feuerwehruniformen und -helme, Orden und Ehrenzeichen, Fahnen, Brandmelder sowie technische Gerätschaften der Feuerwehren sind ein kleiner Bestandteil der Ausstellung. Ergänzt wird die Sammlung durch pferdegezogene Stadt- oder Landspritzen, die überwiegend von dem ehemaligen Feuerlöschgerätefabrikanten Heinrich Kurtz aus Stuttgart stammen, dem einstigen Hauslieferanten der Stuttgarter Feuerwehr.
Darüber hinaus werden tragbare Feuerlöschpumpen und fahrbare Anhängeleitern ausgestellt. Ein kleiner Bereich erinnert an Branddirektor Bruno Jacoby (1853–1918), der im Jahr 1891 die Stuttgarter Berufsfeuerwehr gründete.
Eine Schautafel und eine Vitrine mit Informationen zur Stuttgarter Feuerwehrmusik wurden 2004 anlässlich der 50-jährigen Wiedergründung des Musikzugs ergänzt.
Im Erdgeschoss des insgesamt 2.700 m² umfassenden Museums werden in wechselnder Ausstellung knapp 30 motorisierte Feuerwehrfahrzeuge (Löschfahrzeuge, Drehleitern und Sonderfahrzeuge vor allem der Hersteller Magirus-Deutz, Mercedes-Benz und Opel) ausgestellt. 
Das Stuttgarter Feuerwehrmuseum wird rechtlich getragen vom Verein mit dem Namen Stuttgarter Feuerwehrmuseum Feuerwehrverein Stuttgart e. V. und vom Kulturamt der Landeshauptstadt Stuttgart und der Branddirektion unterstützt.

## Weitere Feuerwehrmuseen
- Liste von Feuerwehrmuseen